# Filles de la Très Sainte Vierge Immaculée de Lourdes
Les Filles de la Très Sainte Vierge Immaculée de Lourdes (en latin : Congregatio Sororum Filiarum Ss.mae Virginis Immaculatae Lapurdensis) forment une congrégation religieuse féminine enseignante et hospitalière de droit pontifical.

## Histoire
En 1870, le prêtre napolitain François Gattola (1823-1899) vient à pèlerinage au sanctuaire de Notre-Dame de Lourdes ; il y retourne plusieurs fois et décide d'ériger, à Massa Lubrense, une chapelle dans le style de la basilique de Lourdes, et fait construire une réplique de la grotte de Massabielle. C'est aussi lors d'un de ses premiers pèlerinages qu'il a l'idée de fonder une nouvelle famille religieuse consacrée à l'Immaculée Conception.
La congrégation est fondée le 22 avril 1873, dans la chapelle de Massa Lubrense, dans le but d'aider les personnes âgées et les malades, d'enseigner le catéchisme aux enfants et de leur apprendre à lire et à écrire, ainsi que diffuser le culte et le message de la Vierge de Lourdes.
Malgré des désaccords avec l'archevêque de Sorrente qui refuse toute reconnaissance officielle de l'institut et l'hostilité d'un neveu qui déteste la charité sans bornes de son oncle, le fondateur dirige la communauté jusqu'à sa mort, date à laquelle il laisse la relève à Gennaro Cosenza (1893-1913), évêque de Caserte.
En 1928, la congrégation des religieux nomme Adeodato Giovanni Piazza comme visiteur apostolique de la famille religieuse. Piazza révise les constitutions et obtient l'érection canonique de l'archevêque de Sorrente. En 1930, Piazza déclare la visite apostolique terminée. L'institut est agrégé à l'ordre des frères mineurs le 3 décembre 1931, et reçoit le décret de louange le 4 mars 1943.

## Activité et diffusion
Les sœurs se consacrent à l'enseignement et aux soins des malades, dans les hôpitaux et à domicile.
Elles sont présentes en:
- Europe : Italie, France (Lourdes).
- Amérique : Brésil, Costa Rica, Mexique.

La maison-mère est à Rome. 
En 2017, la congrégation comptait 133 sœurs dans 20 maisons.